# Ванилин
Ванилин, наричан още метил ванилин, е органично съединение с молекулна формула C8H8O3. Притежава аромат на ванилия.
Съдържа се под формата на гликозиди в плодовете на ванилията. Произвежда се и синтетичен ванилин. Използва се в хранителната и козметичната промишленост, както и при производството на някои лекарства.
Приложение намира и по-скъпият, но с по-силен аромат етилванилин. Той се различава от ванилина по наличието на етокси (-O-CH2CH3) група вместо метокси (-O-CH3).